# AN/FPS-117
AN/FPS-117 — мобильная трёхкоординатная радиолокационная станция, предназначенная для обнаружения и сопровождения баллистических и аэродинамических целей различных классов.

## Разработка
FPS-117 была разработана подразделением GE Radar Systems Department компании General Electric Co. совместно с корпорацией Hazeltine Electronics Corp., разработавшей для данной РЛС систему радиолокационного опознавания. Интеграция РЛС в Северную систему предупреждения велась на конкурсной основе, заявки были поданы GE, Sperry Corp., Westinghouse Electric Corp. и др., в итоге опять победила GE. В 1994 году GE Radar Systems вошла в состав корпорации Lockheed Martin.

## Тактико технические характеристики

### Общие
- Дальность обнаружения: 463 км
- Скорость вращения антены: 6 об/мин

### Передатчик
- Диапазон частот: 1215—1400 МГц (L-диапазон)
- Импульсная мощность: 25 КВт

## Применение
РЛС AN/FPS-117 используется как часть американо-канадской ПВО — Северной Предупреждающей Системы — комплекса сооружений, проходящий по всей Северной Америке от Аляски до Гренландии. Эта система предназначена для предупреждения от возможных вторжений или атак из полярных областей в направлении Северной Америки.

### Стоит на вооружении в странах
- США
- Румыния — 5
- Исландия — 4
- Италия — 3
- Турция — 3
- Великобритания — 2
- Латвия — 3[2]
- Эстония — 2

## Зарубежные аналоги
- Россия - 59Н6
- Великобритания - S 763
- Китай - YLC-2